# Enériz
Enériz település Spanyolországban, Navarra autonóm közösségben. Enériz Adiós, Úcar, Añorbe, Obanos és Muruzábal községekkel határos. Lakosainak száma 327 fő (2024).

## Népesség
A település népessége az elmúlt években az alábbi módon változott:
| Lakosok száma | 197  | 217  | 252  | 318  | 351  | 334  | 318  | 286  | 296  | 327  |
|               | 2001 | 2004 | 2006 | 2009 | 2011 | 2014 | 2016 | 2019 | 2021 | 2024 |